# Malgassoclanis
Malgassoclanis là một chi bướm đêm thuộc họ Sphingidae.

## Các loài
- Malgassoclanis delicatus - (Jordan 1921)
- Malgassoclanis suffuscus - (Griveaud 1959)